# Camelia Voinea
Pour les articles homonymes, voir Voinea.
Camelia Voinea, née le 2 mars 1970 à Constanța (Roumanie), est une gymnaste artistique roumaine.

## Palmarès

### Jeux olympiques
- Séoul 1988
  -  médaille d'argent au concours par équipes

### Championnats du monde
- Strasbourg 1987
  -  médaille d'or au concours par équipes

- Montréal 1985
  -  médaille d'argent au concours par équipes

### Championnats d'Europe
- Moscou 1987
  -  médaille d'argent au sol

### Coupe du monde
- Pékin 1986
  -  médaille d'argent au sol